# Juan Rejón

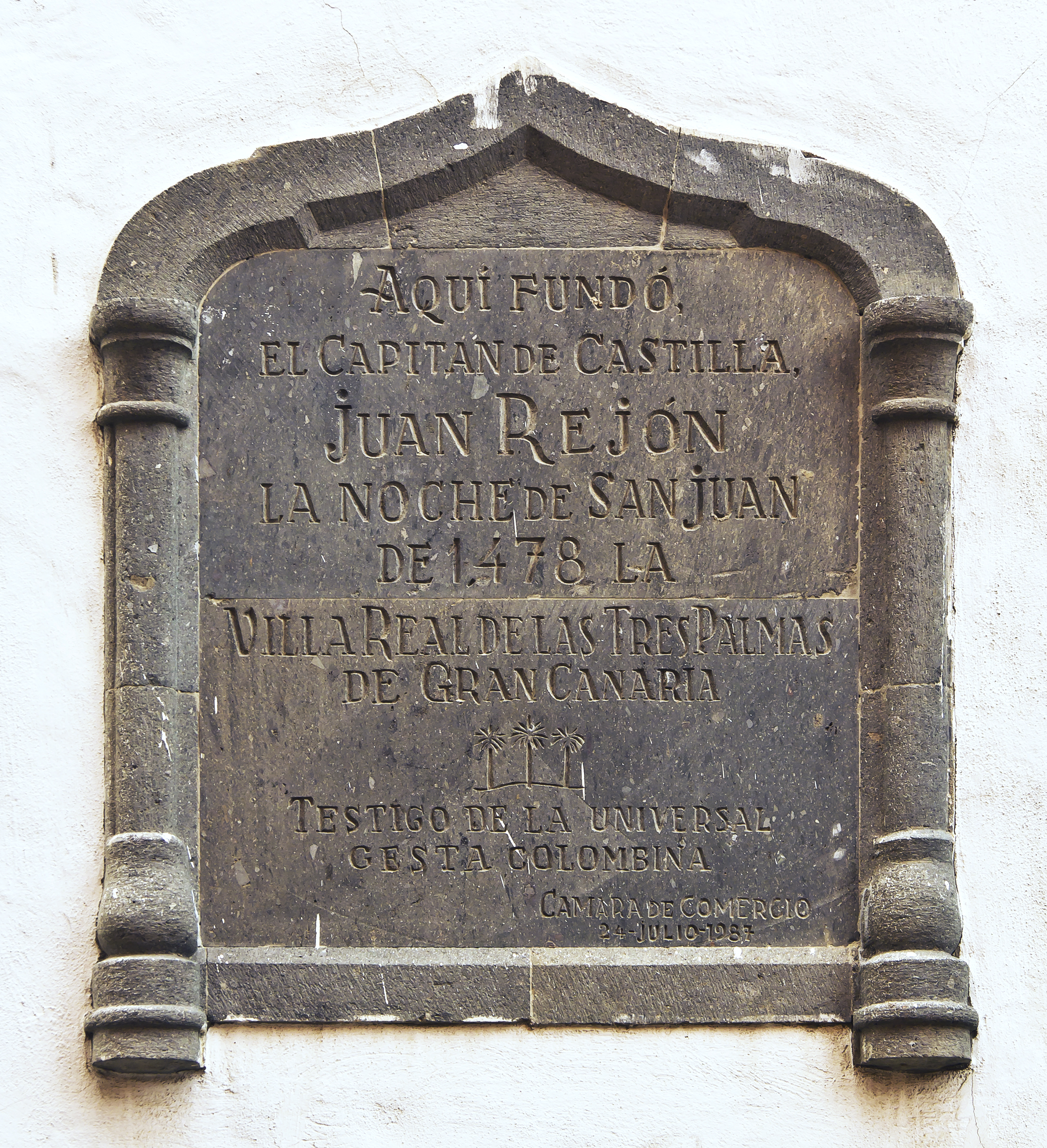
Placa sobre la fundació de Las Palmas de Gran Canaria, situada a l'Ermita de Sant Antoni Abat, al barri de Vegueta.

 Juan Rejón  va ser un capità aragonès de l'armada castellana, que va ser nomenat pels Reis Catòlics per a la conquesta de Canàries que ja sumava diversos intents fallits. La seva conquesta es desitjava no només per la seva situació estratègica, sinó també per evitar que Portugal conquistés l'arxipèlag canari primer.

## Conquesta de les Illes Canàries
Nomenat capità, Juan Rejón reclutar un contingent de més de 600 homes, procedents majoritàriament de la "Baixa Andalusia". Des de El Puerto de Santa María van sortir a bord de tres vaixells el 28 de maig de 1478 en direcció a la missió encomanada. Passat un mes, el matí del 24 de juny, van desembarcar al litoral de La Isleta (avui part-nord de la ciutat de Las Palmas de Gran Canaria) tot i tenir com a destinació el de Gando (centre -est de l'illa de Gran Canària), punt habitual de desembarcament de les incursions europees.
Juan Rejón va arribar fins a un palmerar situat al costat dret de la desembocadura del barranc de Guiniguada per muntar-hi la seva campament des d'on manejaria la conquesta (zona de l'actual ermita de Sant Antoni Abat, barri de Vegueta), el "Reial de Las Palmas".
Rejón va fortificar la seva real(campament militar), però les diferents opinions amb Bermúdez (degà que ell mateix va dur a l'illa) van ser la causa dels principals problemes de la seva vida. Els Reis van nomenar governador de Gran Canària a Pere de Algaba. Tan aviat va arribar, va empresonar a Joan Rejón i el va enviar de tornada a casa.
Rejón va ser portat presoner carregat de cadenes a la Cort a Castella, allà va aconseguir la llibertat i va tornar a l'arxipèlag on va decapitar al nou governador i desterrar a Bermúdez a Lanzarote.
el 1480 la conquesta de l'illa de La Gomera queda estancada fins que a principis de juliol de 1481, Juan Rejón, que acaba de ser nomenat General conqueridor de l'illa de La Palma i Tenerife, desembarca juntament amb les seves tropes a la platja de Valle Gran Rey, amb intencions de donar un nou impuls a la conquesta i "arreglar" vells problemes amb Hernán Peraza Senyor de La Gomera. Peraza veia Rejón com un enemic perillós amb abundant tropa que se situa en el territori rebel. Peraza reacciona i ordena les seves tropes dirigir feia Hermigua amb la intenció d'evitar un pacte en contra i de capturar a Juan Rejón.
Va ser assassinat per un dels vassalls d'Hernán Peraza. Més tard arribaria a la cort espanyola Peraza, per explicar aquesta mort davant la Reina Isabel. Molts van intercedir per ell i la decisió de la Reina va ser piadosa i li va perdonar amb certes condicions, una d'elles era que ajudés a la conquesta de Gran Canària aportant tropes de l'illa en la qual ell era Senyor i acabés la conquesta de Gran Canària que Rejón mai va aconseguir.